# Декларация независимости Азербайджана
Декларация независимости (азерб. İstiqlal Bəyannaməsi, İstiqlal Əqdnaməsi), или Акт о независимости Азербайджана — документ, составленный и подписанный Национальным Советом Азербайджана 28 мая 1918 года в Тифлисе и провозгласивший независимость Азербайджанской Демократической Республики.
Азербайджанская Демократическая Республика просуществовала всего 23 месяца и пала в апреле 1920 года в результате советизации страны. Образованная на её месте Азербайджанская ССР вскоре вошла в состав Советского Союза. Незадолго до распада СССР, 18 октября 1991 года Верховный Совет Азербайджанской Республики, опираясь на Декларацию независимости 1918 года, принял Конституционный акт «О Государственной независимости Азербайджанской Республики».
Оригинальная рукопись Декларации независимости, составленная на азербайджанском (арабица) языке, хранится в Государственном архиве Азербайджанской Республики, оригинальные копии на азербайджанском и французском языках — в Музее истории Азербайджана Национальной академии наук Азербайджана в Баку. День принятия Декларации — 28 мая — празднуется в Азербайджане как национальный праздник или День Республики и является нерабочим днём.

## Предпосылки
К началу 1918 года политическая обстановка в Закавказье оставалась очень сложной. После провала мирных переговоров России с Германией в Брест-Литовске, германо-турецкие войска 6 декабря 1917 года перешли в наступление на Кавказе. В начале января 1918 года турецкие войска заняли Ардаганскую, Карскую и Батумскую области. Продвижение турецких войск вынудило Закавказский комиссариат направить 6 февраля 1918 года командующему Кавказским фронтом Вахиб-паше телеграмму о его готовности к мирным переговорам с Османской Турцией.

### Создание Закавказского сейма
Закавказский комиссариат не пользовался никаким влиянием и не имел достаточно сильной власти в регионе, в связи с чем вынужден был объявить самороспуск. 22 января 1918 года на совещании депутатов от Закавказья, избранных во Всероссийское Учредительное Собрание, было принято решение о создании Закавказского сейма и передаче местной власти этой организации. 25 февраля 1918 года открылся Закавказский сейм. В партийном отношении сейм был представлен членами трёх основных политических фракций: грузинские социал-демократы (меньшевики) в составе 32 депутатов, мусульманская (азербайджанская) партия «Мусават» (Равенство) и примыкающая к ним демократическая группа беспартийных в составе 30 депутатов и армянская партия «Дашнакцутюн», в составе 27 депутатов. Кроме них в Закавказском сейме были представлены партия социал-революционеров (эсеры), национал-демократы, партии Народной свободы (армянская), мусульманского социалистического блока (7 депутатов), фракция «Мусульманство в России» («Иттихад») — 3 депутата, и партия меньшевиков-гумметистов (4 депутата).
Закавказский сейм сформировал Закавказское правительство во главе с Евгением Гегечкори. Всю свою деятельность с первых дней существования сейм уделил вопросу о положении на Кавказском фронте и объявлении независимости Закавказья. Лидер мусульманской фракции Закавказского сейма Мамед Эмин Расулзаде по этому поводу писал, что:
Вся энергия мусульман в сейме была направлена как к мирному разрешению вопроса о фронте, так и незамедлительном осуществлении независимости Кавказа. Существование независимого Кавказа было в интересах не только кавказских мусульман, но и других мусульманских стран, находящихся под вечной угрозой России.

### Трабзонская мирная конференция
В принятой сеймом программе переговоров с Турцией утверждалось, что мир с Турцией должен быть постоянным, а межгосударственные границы 1914 года должны быть восстановлены. Для переговоров с Турцией была подобрана делегация, во главе которой стоял грузин Акакий Чхенкели. Азербайджанская часть делегации состояла из двух мусаватистов — Мамед Гасана Гаджинского и Халил-бека Хасмамедова, и по одному из представителей от всех других партий: И. Гейдаров (социалистический блок), Мир Якуб Мехтиев (Иттихад), Алекпер Шейхульисламов (меньшевик-гумметист). Группа прибыла в Трабзон, где 12 марта должны были начаться переговоры.
В то время, когда Закавказский сейм готовился к мирным переговорам с Турцией, в Бресте был подписан сепаратный договор между Россией и Германией, согласно которому Ардаган, Карская и Батумская области отходили к Турции. Закавказский сейм не признал решение Брестского договора и направил телеграмму в Петроград на имя Совнаркома, извещая, что «он не признаёт Брестский мир, так как Закавказье никогда не признавало большевистской власти и Совета народных комиссаров».
Турция, основываясь на решениях Брестского договора, предъявила Закавказскому сейму ультиматум о немедленном выводе войск из Карса, Батума и Ардагана. В этих условиях 14 марта 1918 года в Трабзоне открылась мирная конференция между Турцией и Закавказьем. Турция на конференции заявила, что делегация Закавказского сейма не может быть тем юридическим лицом, с которым можно было бы вести переговоры, потому что Закавказье не объявило о своей независимости. Представители партии «Мусават», входившие в состав делегации, в переговорах заняли протурецкую ориентацию и потребовали принять турецкий ультиматум. В противном случае они заявили о выходе из состава Закавказья и объявлении независимости Азербайджана. Несмотря на просьбу представителей партии «Мусават» о полном присоединении мусульманской части Закавказья к Турции, глава турецкой делегации Рауф-бей и командующий Кавказским фронтом Вахиб-паша ответили, что «…большая политика Турции требует, чтобы Азербайджан не отделялся от остальных народностей Закавказья, а сохранил бы общую с ними государственную форму, сохраняя за собой известную самостоятельность в виде конфедерации».
Во время Трабзонских переговоров при неуклонном продвижении турецких войск продолжались военные действия. К тому времени как Чхенкели наконец принял Брест-Литовский договор в качестве основы для дальнейших переговоров (10 апреля), бо́льшая часть территорий, за исключением Батуми, который требовали турки, уже перешла к ним в руки. Несмотря на это, реакция Закавказья на представление Вахиб-пашой ультиматума об эвакуации города была непредсказуемой. На тайном совещании лидеры региона решили отвергнуть ультиматум. Решение это было также поддержано представителем партии «Мусават» Шафи-беком Рустамбековым, настаивавшем на необходимости для Закавказья и Азербайджана сохранения Батуми.
В апреле, в атмосфере антитурецкого настроя, выступивший на заседании сейма А.Церетели, выразил уверенность в том, что Закавказская армия сможет успешно противостоять туркам. Однако Рустамбеков выступал против военных действий, предлагая мирно разрешить конфликт. Немусульманское большинство проголосовало за объявление войны Турции. Однако среди членов мусульманской фракции не было единства в отношении Турции. По мнению грузинских меньшевиков представители партии «Мусават» с радостью ожидали прихода турецких войск. В адрес мусульманской фракции звучали обвинения в их якобы откровенно протурецкой ориентации. Вскоре Турция начала военные действия, и 14 апреля 1918 года заняла Ардаган, Карс и Батуми.

### Обострение ситуации в регионе
В это время политическая обстановка в Закавказье резко обострилась в связи с мартовскими событиями в Баку, в ходе которых было убито от 3 до 12 тысяч мирного мусульманского населения. Активную роль в антимусульманских погромах сыграли вооружённые отряды армянской партии «Дашнакцутюн», входящие в состав вооруженных сил Бакинского Совета. В связи с бакинскими событиями мусульманская фракция Закавказского сейма потребовала от сейма послать войска в Баку для защиты мусульманского населения. 3 апреля 1918 года на заседании сейма, посвященном событиям в Баку, Фатали хан Хойский заявил, что «…если не будут приняты меры к защите мусульманского населения, то 13 министры-мусульмане выйдут из состава правительства». 7 апреля 1918 года на заседании Закавказского сейма в связи с заявлением министров-мусульман о выходе из состава правительства, Фатали хан Хойский заявил, что «…мусульманская фракция при создавшихся условиях и, в частности, в связи с Бакинскими событиями считает, что министры-мусульмане не могут добиться от правительства защиты мусульманского населения Баку и это усиливает мотивы принятого решения».
22 апреля 1918 года под давлением мусульманской фракции было созвано расширенное заседание Закавказского сейма и утверждена резолюция о провозглашении независимой Закавказской Демократической Федеративной Республики. На этом заседании в связи с кризисом возглавляемого Гегечкори Закавказского правительства, возникшим 20 апреля во время обсуждения вопроса в связи с бакинскими событиями, оно подало в отставку. В этот же день Закавказский сейм утвердил новый состав Закавказского правительства во главе с Чхенкели, который послал командующему Кавказским фронтом Вахиб-паше телеграмму, в которой говорилось, что «…Закавказье уже провозглашено независимой федеративной республикой, о чём сообщено державам, следовательно, выполнено и то условие, о котором говорилось в декларации оттоманской делегации от 18 марта 1918 г.»
Тем временем в связи с мартовскими событиями в ряде городов прокатилась волна протеста против бакинских большевиков. Так, 15 апреля 1918 года из Елисаветполя была получена телеграмма от членов Закавказского сейма Халил-бека Хасмамедова и Мамеда Юсифа Джафарова, в которой сообщалось, что «…среди мусульман ведется агитация против правительства не принимающего репрессивных мер против большевиков Баку». В Елисаветпольской губернии начались массовые митинги протеста. Протестующие требовали вооруженного вмешательства и ареста членов Бакинского Совнаркома. 17 апреля 1918 года Фатали ханом Хойским был сделан доклад правительству Закавказья, в котором говорилось:
Бакинские события осуждаются по всем местам Елисаветпольской губернии и во всех резолюциях есть пункты, предусматривающие пропуск турецких войск в Баку и если правительству не удастся ликвидировать Бакинский вопрос, то прид`тся таковое требование выслушать от мусульман 
Елисаветпольской губернии. И может наступить момент, когда народная масса начнет действовать сама, чем создаст трагическое положение, так как Бакинский вопрос — это вопрос жизни и смерти Республики.
В начале апреля 1918 года отряды Закавказского сейма численностью более 2 тысяч человек под началом князя Магалова двинулись на Баку. Одновременно с ними, из Дагестана на Баку повели наступление отряды горцев Нажмуддина Гоцинского. Отряды князя Магалова достигли Аджикабула, а отряды Гоцинского дошли до станции Хырдалан (в 10 км от Баку). 10 апреля 1918 года отряды Гоцинского были разбиты войсками Баксовета, а 20 апреля они вынудили отряды князя Магалова отступить в Кюрдамир. 20 апреля 1918 года заместитель председателя Закавказского сейма С. О. Тигранян вместе с членом сейма И. Гейдаровым по поручению сейма выехали в Баку для переговоров с Бакинским Советом. По прибытии в Баку, И. Гейдаров был арестован большевиками, в связи с чем член сейма Джамо-бек Гаджинский сделал запрос о принятии срочных мер к освобождению Гейдарова. Тигранян же, вернувшись из Баку 3 мая 1918 года, потребовал «прекращения военных действий, направленных против Баку, и принятия мер к ликвидации беспорядков мирным путём». В итоге, мусульманская фракция Закавказского сейма не смогла добиться решительных действий в связи с бакинскими событиями и решила обратиться за помощью к Турции.
С объявлением независимости Закавказского региона и быстрым продвижением турецких войск правительство Закавказской республики, возглавляемое Чхенкели, обратилось к Турции с возобновлением Трабзонских мирных переговоров. Мусульманская же фракция Закавказского сейма была вынуждена ориентировать азербайджанцев на турецкую помощь. После объявления независимости, ничего не изменилось ни во внутренней, ни во внешней политике края. Представители политических партий в Закавказском сейме не находили общего языка, у них не было общей программы, и каждая фракция стремилась проводить свою политическую линию.

### Батумская конференция и её последствия
11 мая 1918 года в Батуми начались переговоры между делегацией Закавказья и Турцией. Закавказскую делегацию возглавлял председатель правительства и министр иностранных дел Акакий Чхенкели. С азербайджанской стороны в переговорах принимали участие Мамед Эмин Расулзаде и Мамед Гасан Гаджинский. Турецкую делегацию возглавлял министр юстиции Халил-паша, командующий Кавказским фронтом Вахиб-паша и военный министр Энвер-паша. В качестве наблюдателей на Батумской конференции присутствовали и германские представители во главе с генералом Отто фон Лоссовым. На Батумской конференции делегация Закавказского сейма полностью признала протекторат Турции над Карской, Ардаганской и Батумской областями, подтвердив тем самым решения Брест-Литовского договора. Кроме этого Турция требовала в виде возмещения за пролитую кровь в Батуме и Карсе Ахалцикский, Ахалкалакский, Александропольский, Сурмалинский и Нахичеванский уезды. Правительство Грузия заключило с Германией в Поти 6 договоров, по которым Германия получила монопольное право на эксплуатацию ресурсов Грузии, а порт Поти и железная дорога поступали под контроль германского командования. Таким образом, немецкий отряд, численностью в 3 тысячи солдат под командованием генерала Кресса фон Крессенштейна, высадился в порту Поти с намерением занять Грузию. Турецкие же войска 17 мая 1918 года взяли Александрополь и вышли на Джульфинское направление. В результате, на Батумской конференции грузины, азербайджанцы и армяне начали самостоятельно вести переговоры с Турцией. Помимо этого, грузинская фракция сейма в ходе сепаратных переговоров с представителями Германии и под давлением генерала Кресса фон Крессенштейна решила выйти из состава Закавказской федеративной республики и объявить свою независимостью. В связи с этим, 25 мая 1918 года было созвано заседание мусульманской фракции Закавказского сейма, на котором Худадат-бек Мелик-Асланов сделал официальное сообщение в виду изменившейся политической ситуации в Закавказье. Он заявил:
грузинским сектором Закавказского сейма ведутся тайные переговоры с членами грузинской мирной делегации в Батуме и готовится отделение и провозглашение независимости Грузии.
На вечернем заседании от 25 мая 1918 года, проходившем под председательством Фатали хан Хойского, неожиданно появились председатель Закавказского сейма Чхеидзе и члены сейма Церетели и Гегечкори. Церетели от имени грузинской фракции сделал заявление, отметив, что «…вокруг лозунга „независимости“ объединить закавказские народности не удалось и факт распадения Закавказья уже налицо. На завтрашнем заседании сейма мы констатируем факт распадения Закавказской республики». В ответной речи Фатали хан Хойский заявил:
…если такова воля грузинского народа, то мы не имеем никакого права мешать этому, а азербайджанским тюркам, конечно, ничего не остается, как в зависимости от этого нового события сделать соответствующие решения.
После ухода грузинской делегации, мусульманская фракция Закавказского сейма приняла резолюцию, в которой говорилось, что «…если Грузия объявит свою независимость, то с нашей стороны должно последовать объявление независимости Азербайджана».
26 мая 1918 года состоялось последнее заседание Закавказского сейма. Грузинская фракция всю вину в распаде единства Закавказской республики возложила на мусульманскую фракцию, которая, по их мнению, занимала пpoтурецкую ориентацию и тем самым «подвела к тому, что грузины не могут больше сотрудничать с мусульманами». Член же сейма Шафи-бек Рустамбеков выступил в адрес грузинской фракции с резкой критикой, заявив:
…Полагая, что в настоящий сложный и ответственный момент совместного политического существования Закавказья нет веских и объективных оснований к обособлению, доводы, выдвинутые здесь представителями грузинского народа, по нашему мнению, представляются мало убедительными. 
В то же время, если грузины считают совместную работу народов Закавказья невозможным и стремятся к обособленному политическому существованию, мы полагаем, что при таких условиях отпадает основание к дальнейшему существованию Сейма.
Поэтому мусульманская фракция не возражала против предложения о самороспуске сейма со всеми вытекающими отсюда последствиями. После долгих взаимных обвинений, Закавказский сейм вынес резолюцию, констатирующую факт распадения Закавказской республики. В решении сейма говорилось: «Ввиду того, что по вопросу о войне и мире обнаружились коренные расхождения между народами, создавшими Закавказскую независимую республику, и потому стало невозможно выступление одной авторитетной власти, говорящей от имени Закавказья, Сейм констатирует факт распадения Закавказья и слагает свои полномочия».

## Принятие Декларации независимости
После роспуска сейма, 27 мая 1918 года члены мусульманской фракции уже бывшего Закавказского сейма созвали чрезвычайное заседание для обсуждения создавшегося политического положения. После продолжительных дебатов было решено создать Временный национальный совет Азербайджана. В председатели партия «Мусават» выдвинула кандидатуру Мамед Эмина Расулзаде. Кандидатура подтверждалась всеми партиями, за исключением партии мусульманства в России «Иттихад». Закрытой баллотировкой большинством голосов (22) в председатели Национального Совета был избран Мамед Эмин Расулзаде, председатель центрального комитета партии «Мусават», ставший одним из инициаторов провозглашения независимой Азербайджанской Демократической Республики. Закрытой баллотировкой были избраны товарищи председателя: 1-й — Гасан-бек Агаев и 2-й — Мир Гидаят Сеидов, секретарями: 1-й — Мустафа Махмудов и 2-й — Рахим-бек Векилов. Председателем исполнительного комитета был избран беспартийный Фатали хан Хойский.
28 мая во дворце бывшего наместника Российского императора на Кавказе в Тифлисе, в предоставленной мусульманской группе Закавказского сейма голубом салоне 26 членов Азербайджанского Национального Совета собрались на заседание под председательством доктора Гасан бека Агаева.

### Состав Национального Совета Азербайджана
При принятии Декларации независимости, представленной в сейме, а потом в Национальном Совете, самой многочисленной была фракция «Мусават» и примкнувшая к ней группа беспартийных (30 человек); блок мусульманских социалистов (7 человек); партия «Иттихад» (3 человека); социал-демократическая (меньшевики) партия «Гуммет» (4 человека), (впоследствии, эти списки видоизменились). Состав Национального Совета Азербайджана, присутствовавший при принятии Декларации независимости республики, был следующим:
|                                    |                                                       |                                   |                                        |                                      |                                                            |                                |                                   |
|                                    |                                                       |                                   | Гасан-бек Агаев (Мусават) Председатель | Мустафа Махмудов (Мусават) Секретарь |                                                            |                                |                                   |
|                                    |                                                       |                                   |                                        |                                      |                                                            |                                |                                   |
| Фатали хан Хойский (беспартийный)  | Халил-бек Хасмамедов (Мусават)                        | Насиб-бек Усуббеков (Мусават)     | Мир Гидаят Сеидов (Мусават)            | Нариман-бек Нариманбеков (Мусават)   | Эйбат Гули Мамедбеков (Иттихад)                            | Мехти-бек Гаджинский (Мусават) | Али Аскер-бек Махмудбеков         |
|                                    |                                                       |                                   |                                        |                                      |                                                            |                                |                                   |
| Аслан-бек Кардашев (Мусават)       | Султан Меджид Гани-заде (Иттихад)                     | Акпер Ага Шейхульисламов (Гуммет) | Мехти-бек Гаджибабабеков (Мусават)     | Мамед Юсуф Джафаров (беспартийный)   | Худадат-бек Мелик-Асланов (Блок мусульманских социалистов) | Рагим-бек Векилов (Мусават)    | Гамид-бек Шахтахтинский (Иттихад) |
|                                    |                                                       |                                   |                                        |                                      |                                                            |                                |                                   |
| Фиридун-бек Кочарлинский (Мусават) | Джамо-бек Гаджинский (Блок мусульманских социалистов) | Шафи-бек Рустамбеков (Мусават)    | Хосров-бек Султанов (Иттихад)          | Джафар Ахундов (Гуммет)              | Магомед Магеррамов (Блок мусульманских социалистов)        | Джавад Мелик-Еганов (Мусават)  | Гаджи Молла Ахунд-заде (Мусават)  |

### Ход заседания
В ходе заседания ожидалось сообщение доктора Гасан-бека Агаева о Елизаветполе в связи с последними событиями, чтение телеграммы и письма Расулзаде из Батума и обсуждение положения Азербайджана в связи с роспуском сейма и объявлением независимости Грузии.
По первому вопросу только что возвратившийся из Елизаветполя доктор Гасан-бек Агаев дал подробные сведения о положении Елизаветполя и губернии, о прибытии туда 2-3 турецких офицеров. Агаев категорически заявил, что приезд этих офицеров в Елизаветполь ничего общего не имеет с будущим устройством политической жизни Азербайджана и что «турки на Кавказе-Азербайджане никаких агрессивных действий не преследуют, наоборот, турки заинтересованы сохранением самостоятельности Азербайджана и Закавказской республики».
Затем Насиб-беком Усуббековым были оглашены телеграммы и письмо Мамед Эмина Расулзаде из Батуми. Сообщенные по этим документам сведения были приняты Советом к сведению.
По третьему вопросу член Совета Халил-бек Хасмамедов, сделал обязательный доклад, доказывающий необходимость и неотложность объявления Азербайджана независимой республикой. В этом же духе высказались ряд ораторов: Усуббеков, Шейхульисламов, Сеидов и другие. Член Совета Фатали хан Хойский предложил до выяснения некоторых вопросов на местах воздержаться от объявления независимости Азербайджана, а образовать Азербайджанское полноправное правительство для ведения мирных переговоров с державами. По этому вопросу высказались ещё ряд ораторов. После деятельного и всестороннего обсуждения этого вопроса секретарь Мустафа Махмудов прочитал имена участвующих в голосовании: 24 голосами при двух воздержавшихся Совет высказывается за немедленное объявление Азербайджана независимой демократической республикой в пределах Восточного и Южного Закавказья, после чего была оглашена Декларация о независимости Азербайджана. Декларация читалась и слушалась Советом стоя. Декларацию подписали Гасан-бек Агаев, Фатали хан Хойский, Насиб-бек Усуббеков, Джамо-бек Гаджинский, Шафи-бек Рустамбеков, Нариман-бек Нариманбеков, Джавад Мелик-Еганов и Мустафа Махмудов. Из 26 членов Национального Совета за принятие Декларации не проголосовали только Джафар Ахундов и один из руководителей партии «Иттихад» Султан Меджид Гани-заде. Затем Советом было поручено члену Совета Фатали хану Хойскому образовать правительства Азербайджанской Демократической Республики.
После часового перерыва заседание Совета для заслушания доклада Фатали хана Хойского об образовании правительства возобновилось. Фатали хан Хойский объявил состав Временного правительства: председатель Совета Министров и министр внутренних дел Фатали хан Хойский — беспартийный, министр финансов и министр народного просвещения Насиб-бек Усуббеков — Мусават, министр иностранных дел Мамед-Гасан Гаджинский — Мусават, министр путей сообщения и министр почты и телеграфа Худадат-бек Мелик-Асланов — мусульманский социалистический блок, министр юстиции Халил-бек Хасмамедов — Мусават, министр земледелия и министр труда Акпер Шейхульисламов — Гуммет, военный министр Хосров Паша-бек Султанов — Иттихад, министр торговли и промышленности Мамед-Юсиф Джафаров — беспартийный, министр государственного контроля — Джамо Гаджинский — мусульманский социалистический блок.

### Текст Декларации независимости
| Оригинальный текст | Оригинальный текст | Русский перевод | Русский перевод |
| --- | --- | --- | --- |
| ایستیقلال بیان‌نامه‌سی عقدنامه | ایستیقلال بیان‌نامه‌سی عقدنامه | Декларация независимости | Декларация независимости |
| بؤیوک روسیا اینقیلابی‌نین جریانیندا دؤولت ووجودونون آیری-آیری حیصصه‌لره آیریلماسی ایله زاقافقازیانین روس اوردولاری طرفین‌دن ترکینه مؤوجیب بیر وضعیتی-سیاسیه حاصیل اولدو. کندی قوایی-مخصوصه‌لرینه ترک اولونان زاقافقازیا میللت‌لری موقددرات‌لاری‌نین ایداره‌سینی بالذات کندی ال‌لرینه آلا‌راق زاقافقازیا قوشما خالق جومهورییتی‌نی تاسیس ائتدی‌لر. وقایع- سیاسیه‌نین اینکیشاف ائتمه‌سی اوزرینه گورجو میللوتی زاقافقازیا قوشما خالق جومهورییتی جوزین‌دن چیخیب‌دا موستقیل گورجو خالق جومهورییتی تاسیس‌ینی صلاح گؤردو. روسیا ایله عوثمانلی ایمپئراتورلوغو آراسیندا ظوهور ائدن موحاريبه‌نین تصوییه‌سی اوزون‌دن حاصیل اولان وضعیت حازظرئیی-سیاسیه و مملکت داخیلینده بولونان میثیل‌سیز آنارخیا جنوب-شرقی زاقافقازیا‌دان عبارت بولونان آزربایجانا دخی بولوندوغو داخیلی و خاریجی موشکولات‌دان چیخماق اوچون خوصوصی بیر دؤولت تشکیلاتی قورماق لوزومونو تلقین ائدیور. بونا بینان آرای-عومومیه ایله اینتیخاب اولونان آزربایجان شورایی-میللیه‌یی ایسلامیه‌سی بوتون جماعته اعلان ائدیور کی: | بؤیوک روسیا اینقیلابی‌نین جریانیندا دؤولت ووجودونون آیری-آیری حیصصه‌لره آیریلماسی ایله زاقافقازیانین روس اوردولاری طرفین‌دن ترکینه مؤوجیب بیر وضعیتی-سیاسیه حاصیل اولدو. کندی قوایی-مخصوصه‌لرینه ترک اولونان زاقافقازیا میللت‌لری موقددرات‌لاری‌نین ایداره‌سینی بالذات کندی ال‌لرینه آلا‌راق زاقافقازیا قوشما خالق جومهورییتی‌نی تاسیس ائتدی‌لر. وقایع- سیاسیه‌نین اینکیشاف ائتمه‌سی اوزرینه گورجو میللوتی زاقافقازیا قوشما خالق جومهورییتی جوزین‌دن چیخیب‌دا موستقیل گورجو خالق جومهورییتی تاسیس‌ینی صلاح گؤردو. روسیا ایله عوثمانلی ایمپئراتورلوغو آراسیندا ظوهور ائدن موحاريبه‌نین تصوییه‌سی اوزون‌دن حاصیل اولان وضعیت حازظرئیی-سیاسیه و مملکت داخیلینده بولونان میثیل‌سیز آنارخیا جنوب-شرقی زاقافقازیا‌دان عبارت بولونان آزربایجانا دخی بولوندوغو داخیلی و خاریجی موشکولات‌دان چیخماق اوچون خوصوصی بیر دؤولت تشکیلاتی قورماق لوزومونو تلقین ائدیور. بونا بینان آرای-عومومیه ایله اینتیخاب اولونان آزربایجان شورایی-میللیه‌یی ایسلامیه‌سی بوتون جماعته اعلان ائدیور کی: | В ходе великой российской революции в России установился политический строй, который повлек за собой распад отдельных частей государственного организма и оставление русскими войсками Закавказья. Предоставленные собственным своим силам, народы Закавказья взяли в свои руки дело устроения своих судеб и создали Закавказскую Демократическую Федеративную республику. Однако, в дальнейшем ходе политических событий, грузинский народ счел за благо выделиться из состава Закавказской Демократической Федеративной республики и образовать независимую Грузинскую Демократическую Республику. Нынешнее политическое положение Азербайджана, связанное с ликвидацией войны, возникшей между Россией и Оттоманской Империей, а также небывалая анархия внутри страны повелительно диктуют Азербайджану, состоящему из Восточного и Южного Закавказья, необходимость создания собственной государственной организации, дабы вывести народы Азербайджана из того тяжелого внутреннего и внешнего положения, в котором они оказались. На основании этого Мусульманский Национальный Совет Азербайджана, избранный всенародным голосованием, ныне всенародно объявляет: | В ходе великой российской революции в России установился политический строй, который повлек за собой распад отдельных частей государственного организма и оставление русскими войсками Закавказья. Предоставленные собственным своим силам, народы Закавказья взяли в свои руки дело устроения своих судеб и создали Закавказскую Демократическую Федеративную республику. Однако, в дальнейшем ходе политических событий, грузинский народ счел за благо выделиться из состава Закавказской Демократической Федеративной республики и образовать независимую Грузинскую Демократическую Республику. Нынешнее политическое положение Азербайджана, связанное с ликвидацией войны, возникшей между Россией и Оттоманской Империей, а также небывалая анархия внутри страны повелительно диктуют Азербайджану, состоящему из Восточного и Южного Закавказья, необходимость создания собственной государственной организации, дабы вывести народы Азербайджана из того тяжелого внутреннего и внешнего положения, в котором они оказались. На основании этого Мусульманский Национальный Совет Азербайджана, избранный всенародным голосованием, ныне всенародно объявляет: |
| ١. بو گون‌دن اعتبارن آزربایجان خالقی حاکمیت حققینه مالیک اولدوغو کیبی، جنوبی و شرقی زاقافقازیا‌دان عبارت آزربایجان دخی کامیل الحقوق موستقیل بیر دؤولت‌دیر. | ١. بو گون‌دن اعتبارن آزربایجان خالقی حاکمیت حققینه مالیک اولدوغو کیبی، جنوبی و شرقی زاقافقازیا‌دان عبارت آزربایجان دخی کامیل الحقوق موستقیل بیر دؤولت‌دیر. | 1. Отныне народы Азербайджана являются носителями суверенных прав и Азербайджан, состоящий из Восточного и Южного Закавказья, — полноправным, независимым государством. | 1. Отныне народы Азербайджана являются носителями суверенных прав и Азербайджан, состоящий из Восточного и Южного Закавказья, — полноправным, независимым государством. |
| ٢. موستقیل آزربایجان دؤولتی‌نین شيکلی-ایداره‌سی خالق جومهورییتی اولا‌راق تقررور ائدیور | ٢. موستقیل آزربایجان دؤولتی‌نین شيکلی-ایداره‌سی خالق جومهورییتی اولا‌راق تقررور ائدیور | 2. Формой политического устройства независимого Азербайджана устанавливается Демократическая Республика. | 2. Формой политического устройства независимого Азербайджана устанавливается Демократическая Республика. |
| ٣. آزربایجان خالق جومهورییتی بوتون میللت‌لر و بیلخاصه، همجیوار اولدوغو میللت و دؤولت‌لرله موناسیبتی-حسنه تاسیسی‌نه عزم ائدیور | ٣. آزربایجان خالق جومهورییتی بوتون میللت‌لر و بیلخاصه، همجیوار اولدوغو میللت و دؤولت‌لرله موناسیبتی-حسنه تاسیسی‌نه عزم ائدیور | 3. Азербайджанская Демократическая Республика стремится установить добрососедские отношения со всеми членами международного общества, а в особенности с определенными народами и государствами. | 3. Азербайджанская Демократическая Республика стремится установить добрососедские отношения со всеми членами международного общества, а в особенности с определенными народами и государствами. |
| ٤. آزربایجان خالق جومهورییتی میللت، مذهب، صینیف، سیلک و جینس فرقی گؤزلمه‌دن قلمروووندا یاشایان بوتون وطنداش‌لاری‌نا حقوقی-سیاسیه و وتنیه تامین ائیلر. | ٤. آزربایجان خالق جومهورییتی میللت، مذهب، صینیف، سیلک و جینس فرقی گؤزلمه‌دن قلمروووندا یاشایان بوتون وطنداش‌لاری‌نا حقوقی-سیاسیه و وتنیه تامین ائیلر. | 4. Азербайджанская Демократическая Республика гарантирует в своих пределах гражданские и политические права всем гражданам без различения национальностей, вероисповедания, социального положения и пола. | 4. Азербайджанская Демократическая Республика гарантирует в своих пределах гражданские и политические права всем гражданам без различения национальностей, вероисповедания, социального положения и пола. |
| ٥. آزربایجان خالق جومهورییتی اراضی‌سی داخیلینده یاشایان بیلجومله میللت‌لره سربستانه اینکیشاف‌لاری اوچون گئنیش میدان بوراخیر | ٥. آزربایجان خالق جومهورییتی اراضی‌سی داخیلینده یاشایان بیلجومله میللت‌لره سربستانه اینکیشاف‌لاری اوچون گئنیش میدان بوراخیر | 5. Азербайджанская Демократическая Республика всем народностям, населяющим её территорию, предоставит широкий простор для свободного развития. | 5. Азербайджанская Демократическая Республика всем народностям, населяющим её территорию, предоставит широкий простор для свободного развития. |
| ٦. مجلیسی-موسسیسان توپلانینجایا قدر آزربایجان ایداره‌سی‌نین باشیندا آرای-عومومیه ایله اینتیخاب اولونموش شورایی-میللییه‌یه قارشی مسئول حوکومتیمووققت‌ی دورور". | ٦. مجلیسی-موسسیسان توپلانینجایا قدر آزربایجان ایداره‌سی‌نین باشیندا آرای-عومومیه ایله اینتیخاب اولونموش شورایی-میللییه‌یه قارشی مسئول حوکومتیمووققت‌ی دورور". | 6. До созыва Учредительного Собрания во главе управления всем Азербайджаном стоит Национальный Совет, избранный народным голосованием, и Временное Правительство, ответственное перед Национальным Собранием. | 6. До созыва Учредительного Собрания во главе управления всем Азербайджаном стоит Национальный Совет, избранный народным голосованием, и Временное Правительство, ответственное перед Национальным Собранием. |
| حسن بی آغایئو، فتحعلی‌خان خویسکی، نصیب به‌ی یوسیف‌به‌ی‌لی، جامو به‌ی هاجینسکی، شفی به‌ی روستم‌به‌ی‌لی، نریمان به‌ی نریمان‌به‌ی‌وو، جاواد ملیک-یئقانوو، موصطافا ماحمودوو | حسن بی آغایئو، فتحعلی‌خان خویسکی، نصیب به‌ی یوسیف‌به‌ی‌لی، جامو به‌ی هاجینسکی، شفی به‌ی روستم‌به‌ی‌لی، نریمان به‌ی نریمان‌به‌ی‌وو، جاواد ملیک-یئقانوو، موصطافا ماحمودوو | Гасан-бек Агаев, Фатали хан Хойский, Насиб-бек Усуббеков, Джамо-бек Гаджинский, Шафи-бек Рустамбеков, Нариман-бек Нариманбеков, Джавад Мелик-Еганов, Мустафа Махмудов | Гасан-бек Агаев, Фатали хан Хойский, Насиб-бек Усуббеков, Джамо-бек Гаджинский, Шафи-бек Рустамбеков, Нариман-бек Нариманбеков, Джавад Мелик-Еганов, Мустафа Махмудов |

## История оригинала Декларации независимости
Оригинальная рукопись Декларации независимости на азербайджанском языке с подписями членов Национального Совета Азербайджана хранится в Государственном архиве Азербайджанской Республики.
Для окончательной реализации Декларации независимости Азербайджана нужно было добиваться юридического признания Азербайджанской Республики со стороны мировых государств. В этой связи, в 1919 году с целью получение признания и поддержки со стороны держав победительниц в Первой мировой войне делегация Азербайджанской Демократической Республики отправилась в Париж для участия в Парижской мирной конференции. Члены делегации взяли с собой и варианты Декларации, написанные на азербайджанском и французском языках. В итоге, 15 января 1920 года представители Азербайджана, Алимардан-бек Топчибашев и Магомед Маггерамов были приняты первым секретарём министерства иностранных дел Франции Жюлем Камбоном, который представил Топчибашеву официальное решение Парижской мирной конференции о признании де-факто Азербайджана со стороны членов Верховного Совета и союзнических стран. А 19 января на заседании Верховного Совета парижской мирной конференции с участием глав правительств был зачитан меморандум, первый пункт которого признавал независимость Азербайджана.
Однако, после того, как 28 апреля 1920 года Азербайджан был занят Красной армией (см. статью «Бакинская операция (1920)») и правительство Азербайджанской Демократической Республики было свергнуто, члены делегации были вынуждены остаться во Франции, а копии Декларации независимости, которые они взяли с собой, были вскоре утеряны. Между тем, в своей статье «Среди кавказцев» от 1926 года, посвящённой празднованию в Париже 8-й годовщины провозглашения независимости Азербайджанской, Грузинской и других республик, Топчибашев писал, что «помещение Азербайджанской делегации было изящно убрано национальными азербайджанскими флагами, шалями, фотографиями из жизни национального Азербайджана. Особенно красиво был убран акт провозглашения независимости 28 мая 1918 г.»
13 мая 2014 года по поручению Президента Азербайджана Ильхама Алиева один из оригинальных экземпляров Декларации независимости на азербайджанском и французском языках, который доставила в Париж делегация АДР, был передан в дар Национальному музею истории Азербайджана. Документ был представлен музею заместителем руководителя Администрацией Президента Азербайджанской Республики помощником Президента Али Асадовым. По словам сотрудника музея Сабухи Ахмедова, документ был обнаружен в Лондоне.
|                                                                                 |  |
| Оригинальные копии декларации на азербайджанском (слева) и французском (справа) |  |

## Наследие

### Историческое значение
C принятием Декларации независимости Азербайджанская Республика стала первой тюркской страной, строящей государственность на светской основе, в то время как тюркоязычные страны строили свою государственность на религиозной основе. Мамед Эмин Расулзаде писал об этом в изданной 28 мая 1933 года в Берлине газете «Истиглал» (тур. İstiklal): «Провозглашая свою декларацию от 28 мая 1918 года, Национальный совет подтвердил существование азербайджанской нации. Теперь слово Азербайджан означало не просто географический, этнографический и лингвистический термин, а приобрело политическую сущность». По мнению Расулзаде, «народ превращается в нацию лишь в тот момент, когда демонстрирует свою решимость создать государство и настаивает на этом… Азербайджанское общество продемонстрировало свою волю стать нацией в современном смысле этого слова 28 мая — с провозглашением независимости и принятием соответствующей декларации». Кроме того, в ответ на утверждение, что эта декларация была осуществлена в пользу интересов беков, помещиков и буржуазии приводят цитату из статьи Расулзаде, опубликованной 31 мая 1919 года в берлинской газете «Истиглал»: «Азербайджанский народ, неописуемо благожелательно встретивший праздник 28 мая, показал всему миру, что не отступится от своей независимости и скажет все клеветниками, что независимость завоёвана не для ханов, беков и господ, а является священным идеалом тюркской нации, азербайджанского народа».
30 августа 1991 года Верховный Совет Азербайджанской ССР принял Декларацию «О восстановлении Государственной независимости Азербайджанской Республики». 18 октября 1991 года на заседании Верховного Совета Азербайджанской ССР был принят Конституционный акт «О Государственной независимости Азербайджанской Республики». При этом за основу была взята Декларация независимости 1918 года.
В документе говорится, что «Верховный Совет Азербайджанской Республики, основываясь на Декларации о независимости, принятой Национальным Советом Азербайджана 28 мая 1918 года, на преемственности демократических принципов и традиций Азербайджанской Республики и руководствуясь Декларацией Верховного Совета Азербайджанской Республики от 30 августа 1991 года „О восстановлении государственной независимости Азербайджанской Республики“, принимает настоящий Конституционный Акт и учреждает основы государственного, политического и экономического устройства независимой Азербайджанской Республики».
Этим документом Азербайджанская Республика была объявлена преемницей Азербайджанской Демократической Республики 1918—1920 гг., а день его принятия, 18 октября, празднуется в Азербайдждане как День независимости.
Азербайджанский историк Севиндж Юсифзаде отмечает, что в Декларации независимости Азербайджана были заложены основы внешнеполитического курса, поскольку в документе говорилось, что Азербайджанская Демократическая Республика должна установить дружественные отношения со всеми государствами.

### Праздник
28 мая 1919 года была отпразднована годовщина провозглашения независимости Азербайджана. Так, по словам Мамед Эмина Расулзаде, опубликованным 31 мая 1919 года в берлинской газете «Истиглал» азербайджанский народ «неописуемо благожелательно» встретил праздник 28 мая…". Однако, в этот же день коммунистами под лозунгом «Независимый Советский Азербайджан» была проведена демонстрация рабочих, противопоставленная празднику годовщины независимости Азербайджана.
Вскоре, после падения Азербайджанской Демократической Республики день провозглашения независимости Азербайджана праздновался уже за пределами Азербайджана, азербайджанскими эмигрантами. В этом плане интересна статья Алимардан-бека Топчибашева «Среди кавказцев», где он описывает празднования в 1926 году в Париже 8-й годовщины провозглашения независимости Азербайджанской Республики.
Начиная с 1990 года 28 мая вновь празднуется в Азербайджане как День Республики.

### Композиция «Декларация независимости»
В ходе изучения материалов Фонда документальных источников Национального музея истории Азербайджана было обнаружено художественное произведение, которое представляет собой лист бумаги размерами 65×50 см с композицией, состоящей из фотокопии документа и выполненными акварелью орнаментами и пейзажами. Фотокопия, которая расположена в центре всей композиции, представляет собой копию подписанной 28 мая 1918 года Декларации независимости Азербайджана.
Фотокопия находится в тонкой белой рамке и окантована по периметру повторяющимися орнаментами, представляющими собой собой стилизованное изображение коврового элемента в виде ромбов, треугольников, декоративно изрезанных геометрических фигур различных цветов. Правый край композиции представляет собой вертикальную полосу с двумя изображениями: в верхней части — изображение ковра на напоминающем скалы фоне. Этот ковёр не относится к какой-либо школе азербайджанского ковра, поскольку сочетание различных элементов азербайджанских ковров в нём носит произвольный характер.
Ниже ковра помещено изображение храма огнепоклонников Атешгях XVII века в селении Сураханы близ Баку. В нижнем же краю композиции в виде широкой горизонтальной полосы помещено изображение Бакинской бухты: слева показан город с нефтяными вышками, с правой же стороны — расположено изображение Каспийского моря с кораблями, на заднем же плане виден остров Бёюк-Зиря.
После того, как экспонат был очищен, в правом нижнем углу был выявлен автограф, принадлежащий азербайджанскому художнику первой половины XX века Азиму Азимзаде.

### Памятник
25 мая 2007 года в Баку на улице Истиглалият состоялось открытие «Памятника Независимости». На постаменте памятника на азербайджанском языке арабским и латинским алфавитами выгравирован текст принятой 28 мая 1918 года в Тифлисе Декларации независимости Азербайджана.
Памятник расположен между зданием Института рукописей Национальной академии наук Азербайджана, где в 1918—1920 гг. располагался парламент Азербайджанской Демократической Республики, и зданием Азербайджанского Государственного Экономического Университета. На церемонии открытия памятника присутствовал и президент Азербайджанской Республики Ильхам Алиев.